# 193

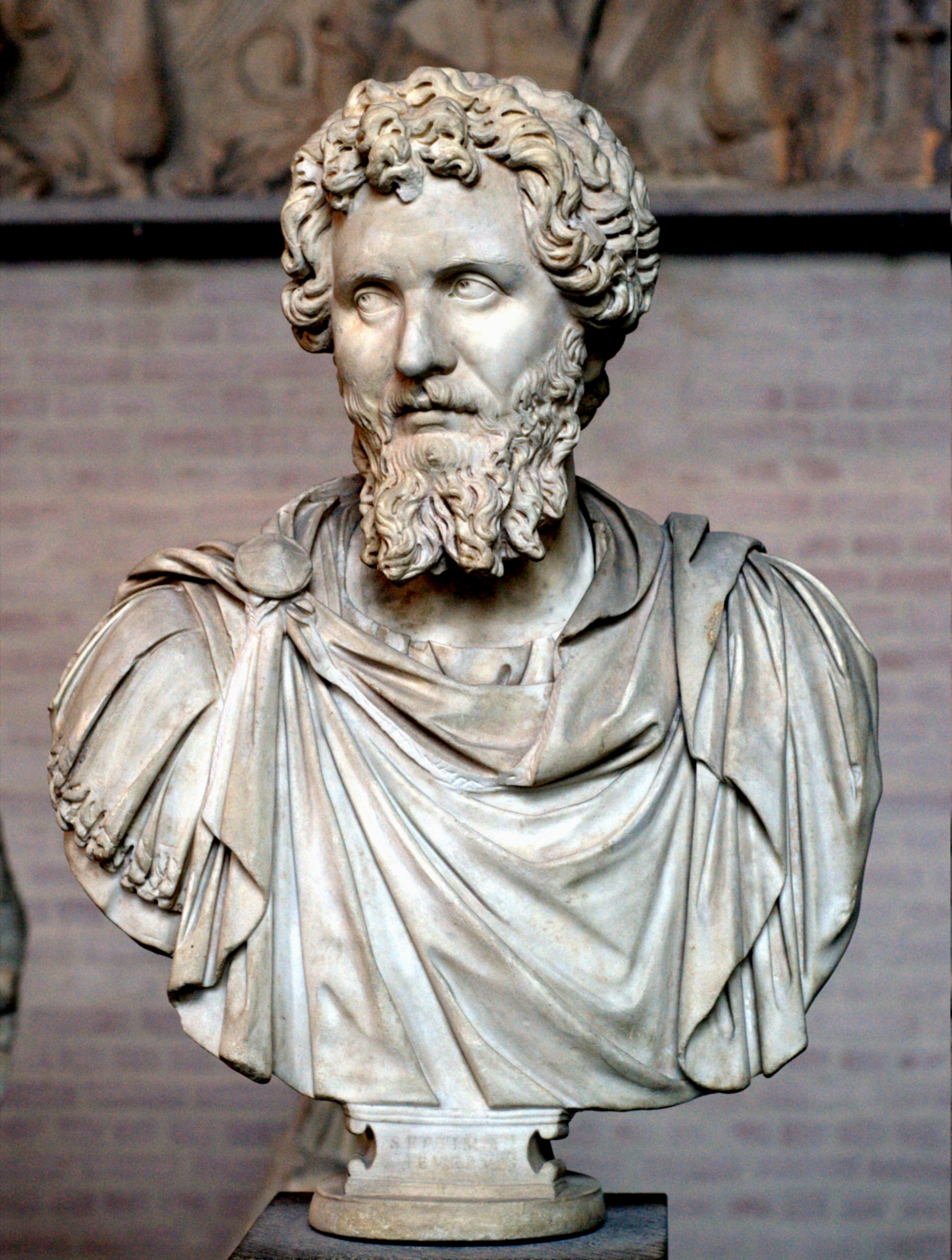
Keizer Septimius Severus (145-211)

Het jaar 193 is het 93e jaar in de 2e eeuw volgens de christelijke jaartelling.

## Gebeurtenissen
- Het Vijfkeizerjaar. In Rome breekt na de moord op Pertinax een burgeroorlog uit.

januari
- 1 - Publius Helvius Pertinax wordt keizer van Rome (uitgeroepen op oudejaarsavond). De Senaat benoemt hem tot Pater Patriae ("Vader des Vaderlands") en spreekt na het overlijden van Commodus een damnatio memoriae (vervloeking van de nagedachtenis) uit.
- Pertinax wordt door de burgers ingehuldigd als keizer en belooft voor iedere lijfwacht van de pretoriaanse garde een som geld: 12.000 sestertiën. De schatkist (1 miljoen sestertiën) raakt uitgeput; hij moet om de staatskosten te drukken de kostbaarheden en slaven van Commodus bij opbod verkopen.
- 3 - Senatoren proberen in het keizerlijke paleis een staatsgreep te plegen, maar deze wordt door de pretorianen verijdeld.

maart
- Pertinax inspecteert de graantoevoer in Ostia, tijdens zijn afwezigheid wordt een samenzwering van de Senaat onderdrukt.
- 28 - De corrupte pretoriaanse garde bestormt het paleis en vermoordt Pertinax. Tot de opstandige lijfwachten spreekt hij zijn laatste woorden: "Mijn dood stelt niets voor, ik ben al een oude man, die lang genoeg geleefd heeft." De rijke senator, Marcus Didius Julianus, wordt door de Senaat erkend als troonopvolger.

april
- 9 - Lucius Septimius Severus, gouverneur van Pannonië, wordt door de Donau-legioenen uitgeroepen tot keizer van Rome.
- De Romeinse gouverneurs Clodius Albinus (Britannia) en Gaius Pescennius Niger (Syria) worden uitgeroepen tot keizer.

mei
- Septimius Severus trekt met een Romeins leger (16 legioenen) de besneeuwde Alpen over en valt Noord-Italië binnen.
- De Zuil van Marcus Aurelius op de Piazza Colonna wordt voltooid. De triomfzuil bestaat uit 26 marmeren afbeeldingen.

juni
- De Senaat verklaart Didius Julianus tot "staatsvijand" en laat hem op bevel in het paleis executeren (onthoofding).
- 2 - Septimius Severus (r. 193-211) wordt als princeps (cf. keizer) geïnstalleerd en ontbindt de pretoriaanse garde.
- Septimius Severus verslaat Pescennius Niger in de veldslagen: Slag bij Cyzicus en Slag bij Nicaea (huidige Turkije).
- Begin van de Severische dynastie (193-235): Severus beperkt de invloed van de Senaat en hervormt het staatsbestuur.

## Overleden
- 28 maart - Publius Helvius Pertinax (66), keizer van het Romeinse Keizerrijk
- Marcus Didius Julianus (60), keizer van het Romeinse Keizerrijk